# Fenstermücken
Die Fenstermücken (Anisopodidae), auch bekannt als Pfriemenmücken, sind eine Familie der Zweiflügler (Diptera) und gehören zu den Mücken (Nematocera).

## Merkmale
Die Fenstermücken sind meist kleine bis mittelgroße Mücken, die nicht stechen.
Die Larven tragen einen auffälligen Afterschild. Das Tracheensystem ist am vordersten und hintersten Stigmenpaar offen, ansonsten vollständig geschlossen. Die Puppen sind kräftig bedornt und besitzen kurze Atemhörnchen, davor zwei lange Borsten. Mit den Dornen ziehen sich die Puppen kurz vor dem Schlüpfen der Imagines aus dem Substrat.

## Lebensweise
Die Männchen bilden an schattigen Stellen kleine Schwärme, in die die Weibchen zur Begattung einfliegen. Die Larven halten sich an den verschiedensten zerfallenden pflanzlichen Substraten auf. So lebt Mycetobia pallipes etwa in Baumausflüssen, wassergefüllten Astflächen oder auch in den Gängen von Borkenkäfern. Die Larven der Sylvicola fenestralis leben in faulenden Kartoffeln oder Rüben und sind als „Weißer Drahtwurm“ bekannt. Einige Arten leben gelegentlich sogar in Bienenstöcken. Bei den meisten Arten gibt es wohl mehrere Generationen im Jahr.

## Systematik
Weltweit leben etwa hundert Arten dieser Tiergruppe, nur fünf Arten sind aus Deutschland bekannt. In Europa ist die Familie der Fenstermücken mit nur einer Gattung und zehn Arten vertreten.
- Sylvicola baechlii Haenni, 1997
- Sylvicola cinctus (Fabricius, 1787)
- Sylvicola fenestralis (Scopoli, 1763)
- Sylvicola fuscatoides Michelsen, 1999
- Sylvicola fuscatus (Fabricius, 1775)
- Sylvicola limpidus (Edwards, 1923)
- Sylvicola oceanus (Frey, 1949)
- Sylvicola punctatus (Fabricius, 1787)
- Sylvicola stackelbergi Krivosheina & Menzel, 1998
- Sylvicola zetterstedti (Edwards, 1923)

## SylvicolagegenPhryne
Der vom  digitalen „Katalog des Lebens“ anerkannte Name der Fenstermücken-Gattung Sylvicola beruht auf einer Veröffentlichung von Johann Christian Fabricius 1787. Dennoch gibt es mit der Benennung hin und wieder Probleme. Denn Johann Wilhelm Meigen stellte 1800 in einer Broschüre unter den  Dipteren auch die Fenstermücken der Gattung Phryne vor. Danach gibt es in Japan eine Phryne matsumurai, welche „GBIF“ als Sylvicola matsumurai kennt. Gleiches gilt für die europäische Art Phryne cincta, die hier als Sylvicola cinctus aufscheint.
Die Erstbenennungen ersetzte die internationale Kommission für zoologische Nomenklatur (ICZN-Kommission) im Jahr 1963 durch das neue Synonym  „Sylvicola Harris, 1776“ in der Familie Anisopodidae. Später blieben noch manche Autoren Meigen verpflichtet und heharrten auf Phryne cincta.

## Zellgenetik
Neben den Arten der Taufliegen bereichern nicht-stechende Mücken die Zytogenetik der Zweiflügler. Die vorzügliche Struktur ihrer polytänen Chromosomen, die meist aus Speicheldrüsen und Malpighi-Gefäßen des letzten Larvenstadiums dargestellt werden, motivierte zu derartiger Forschung. Erstmals wurden bei der Gartenhaarmücke die „Schleifen“ in deren Riesenkernen als Chromosomen bestätigt. Diese Arbeit zeigte, dass ohne Kenntnis der mitotischen Chromosomen die polytänen nicht mit Sicherheit zu erklären sind.
Außer von Haarmücken untersuchte man mitotische, polytäne und meiotische Chromosomen von Gallmücken, Schnaken, Trauermücken, Zuckmücken sowie von der hier aufgezählten Fenstermücke Sylvicola cinctus, synonym Phryne cincta.
Die Zellbiologie von P. cincta konnte umfänglich untersucht werden, weil sich die Art im Labor züchten lässt. Ihr Karyotyp ist 2n = 8,XX in weiblichen und 2n = 8,XY in männlichen Tieren. Das Y ist punktartig klein.
Es gibt zwei zytogenetisch unterschiedliche Stämme: Beim A-Stamm ist das X in der Mitose so lang wie Chromosom 4, beim B-Stamm misst das X-Chromosom nur die Hälfte. Die X-Chromosomen kondensieren von den Autosomen abweichend (allozyklisch). 
Durch Zyklen von DNA-Endoreplikationen entstehen in einem wachsenden somatischen Zellkern große, polytäne Chromosomen. Die multiplizierten elterlichen Chromatiden-Bündel bleiben in den einzelnen, riesigen Chromosomen zusammen. Deswegen erscheint dann der (weibliche) Karyotyp unter dem Mikroskop morphologisch haploid: 1n = 4,X. Solche „somatische Paarung“ ist auch bei Drosophila-Arten bekannt. Bei Phryne cincta ist das polytäne X im Verhältnis zu den Autosomen kürzer; es sei denn, die Larven werden bei niedriger Temperatur (< 4° C) aufgezogen. Nach langer Kältebehandlung sind die polytänen X-Chromosomen in beiden Stämmen gleich lang.
Die morphologischen Beobachtungen hat man durch Mikrofotometrie ergänzt. Der DNA-Gehalt feulgengefärbter Kerne aus Mitosen von Weibchen betrug 2 C = 340 fg (Femtogramm). 
Die genomischen DNA-Anteile der einzelnen mitotischen bzw. polytänen Chromosomen zeigen die beiden folgenden Tabellen zum Karyotyp von Phryne cincta, synonym Sylvicola cinctus.
| Geschlecht | X    | X   | 2 + 2 | 3 + 3 | 4 + 4 | Y    | Total |
| ---------- | ---- | --- | ----- | ----- | ----- | ---- | ----- |
| weiblich   | 6,1  | 6,1 | 37,3  | 28,2  | 22,3  | .--. | 100   |
| männlich   | .--. | 6,2 | 38,1  | 28,9  | 22,9  | 3,9  | 100   |

| Geschlecht |  | (X+X) | (2+2) | (3+3) | (4+4) |  |  | Total |
| ---------- |  | ----- | ----- | ----- | ----- |  |  | ----- |
| weiblich   |  | 12,4  | 36,5  | 28,7  | 22,5  |  |  | 100   |

Die Klammern in der zweiten Tabelle verweisen auf die somatische Paarung der polytänen Chromosomen. Von den Tabellen ist abzulesen, dass Endozyklen die Prozentwerte nicht wesentlich verändern: Die Chromosomen reduplizieren im wörtlichen Sinn. Das gilt auch für das X-Chromosome: Es ist bei beiden Geschlechtern in seiner Gestalt zwar variabel, redupliziert aber synchron mit den Autosomen und behält auf den Polytäniestufen zu den Autosomen gleichbleibenden relativen DNA-Gehalt. Das Y dagegen multipliziert selektiv lediglich seine euchromatischen Bereiche, während sein α-Heterochromatin zurückbleibt (unterrepliziert).

## Fossile Belege
Fossile Belege von Anisopodidae sind rar. Die ältesten bekannten fossilen Fenstermücken stammen aus einer unterjurassischen Lagerstätte in Kirgisistan. Ein weiterer Fund aus dem Mesozoikum geht auf einen Einschluss in kreidezeitlichem Kanadischen Bernstein zurück. Aus tertiären Bernsteinlagerstätten des Eozäns und des Miozäns (Baltischer, Chinesischer, Dominikanischer und Mexikanischer Bernstein) sind ebenfalls einzelne Vertreter dieser Insektenfamilie identifiziert worden. Im Bitterfelder Bernstein blieben viele Mücken-Larven und Puppen erhalten, neben anderen auch solche der Gattung Sylvicola. Die Autoren konnten vier Larvenstadien ausmachen.

## Bilder

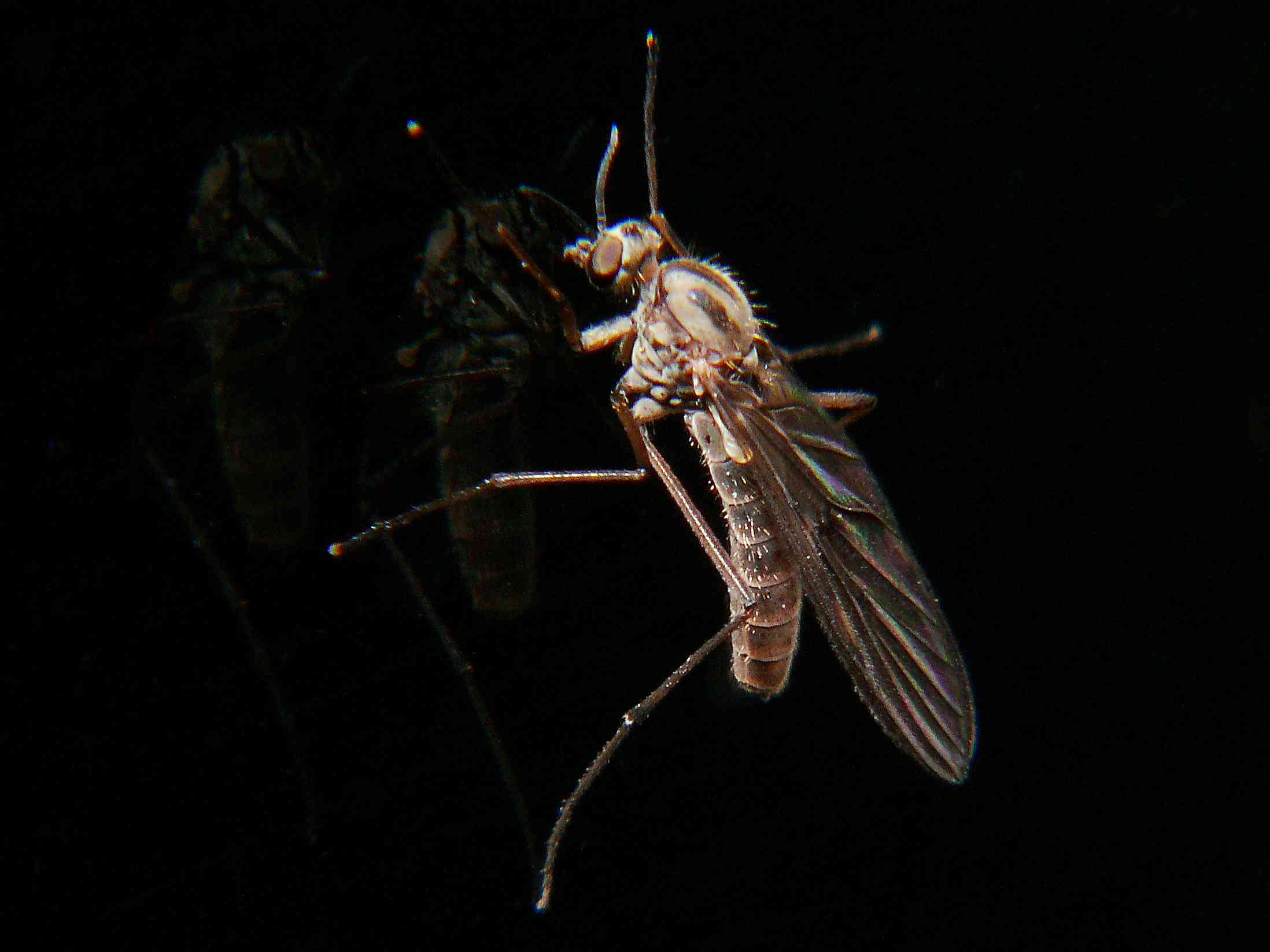
Wahrscheinlich Sylvicola fenestralis